# Hokejaški klub Partizan
L'Hokejaški Klub Partizan è una squadra di hockey su ghiaccio serba avente sede nella capitale Belgrado. Fondato nel 1948, disputa il campionato nazionale serbo di massima divisione, la Hokejaška liga Srbije. Gioca le partite interne nella struttura della Pionir Ice Hall, la cui capacità è di 2.000 posti a sedere.
Fa parte della polisportiva Sportsko Društvo Partizan.

## Palmarès
- Jugoslovenska Hokejaška Liga: 7

1947-1948, 1950-1951, 1951-1952, 1952-1953, 1953-1954, 1954-1955, 1985-1986
- Hokejaška liga Srbije: 13

1993-1994, 1994-1995, 2005-2006, 2006-2007, 2007-2008, 2008-2009, 2009-2010, 2010-2011, 2011-2012, 2012-2013, 2013-2014, 2014-2015, 2015-2016
- Coppa di Jugoslavia: 2

1966, 1986
- Coppa di RF Jugoslavia: 1

1995
- Lega balcanica: 1

1994-1995
- Slohokej Liga: 2

2010-2011, 2011-2012